# HBTQ-rättigheter i Uganda
HBTQ-personer (homosexuella, bisexuella, transpersoner och queera) har praktiskt taget inget rättsskydd i Uganda. Både manlig och kvinnlig homosexuell aktivitet är förbjuden och straffet för utlevd homosexualitet kan ge fängelse i upp till 14 år. Dessutom lovade landets talman Rebecca Kadaga i november 2012 att en ny lag med än starkare skrivningar mot homosexualitet skall införas, där till och med dödsstraff kan bli aktuellt. Initiativet till den nya lagen kommer från parlamentsledamoten David Bahati som hösten 2009 lämnade in förslag till en ny anti-homosexlag till parlamentet. Aktivister har beräknat att Ugandas homorörelse ("gay community") uppgår till omkring 500 000 personer (2007).

## Angiveri i media
I augusti 2006 publicerade The Red Pepper en lista på 45 personer som "anklagades" för att vara homosexuella män.

## HBTQ-aktivism
Sexual Minorities Uganda, grundad 2004, är Ugandas största HBTQ-organisation. 

## Homosexualitet

Africa Laws

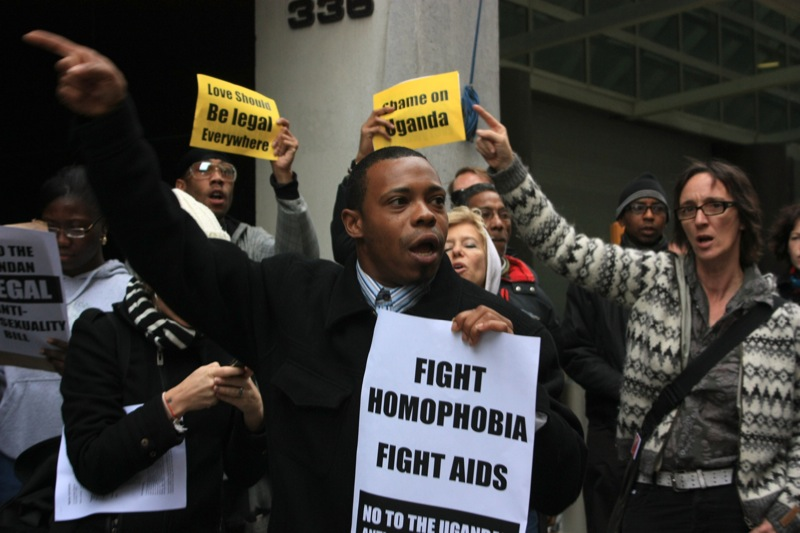
Uganda Anti-Homosexuality Bill protest

Det finns källor som tyder på att synen på homosexualitet har styrts av konservativa frikyrkor från USA. Detta eftersom de hade en uppfattning om att homosexualitet var en satanistisk strategi för att förstöra samhället.  Evangelisterna från USA påstår att homosexualiteten bör straffas grovt för att skydda barn. Barnen behöver skyddas eftersom homosexuella kommer att våldta dem och även förstöra landets kultur, enligt Scott Lively.  Kapya Kaoma hävdar att anledningen till att kampen mot homosexuella förs fram i Uganda är följande: maktbalansen inom kristendomen håller på att ändras, i den anglikanska kyrkan är de flesta medlemmarna afrikaner. Konservativa amerikanska kyrkor vänder sig då till Afrika för att få fler medlemmar. 
Homofobin i Uganda har funnits länge och har även en högtid. Den 3 juni firar den ugandiska befolkningen minnet av kristna martyrer som 1886 vägrade att gå med på homosex med kung Mwanga. Martyrerna brändes på bål. En undersökning gjord av Pew Research Center visar att 90% av Afrikas länder anser att homosexualitet är moraliskt fel. Enligt undersökningen var Uganda ett av de mest homo-accepterade länderna i Afrika. 79% av Ugandas befolkning anser homosexualitet som omoraliskt och grannländerna Rwanda, Kenya och Tanzania hade procentsiffror upp mot 90%.
Sexuell kontakt mellan män bestraffas med upp till livstids fängelse. Sexuella handlingar mellan kvinnor kan leda upp till sju års fängelse. Sedan 2005 är det olagligt att ingå in i ett samkönat äktenskap och påföljden av detta brott är fängelsestraff. Homosexuella personer i Uganda som blir offer för hatbrott och inget som helst skydd från samhället. Det är även olagligt att skriva litteratur med homosexuellt innehåll i Uganda. 
2009 kom ett nytt lagförslag, Uganda anti-homosexlag. Vid upprepade homosexuella handlingar föreslogs det att införa dödsstraff. Livstidsfängelse skulle bli straffet för alla homosexuella handlingar. Den person som vet att någon är homosexuell men inte talar om det kommer då att kunna få upp till sju års fängelse.  Samma straff gäller även inblandning i brottet, exempel den person som äger lägenheten där brottet sker så blir den personen bli medbrottsling.  Det ursprungliga lagförslaget har ändrats. Dödsstraffen har tagits bort och ersatts med livstids fängelse. Lagen handlar om att öka bredda kriminaliseringen för homosexuella handlingar. Exempel, skulle det bli olagligt att säga "jag är homosexuell". 
Lagförslaget gick igenom parlamentet hösten 2013. Presidenten, Yoweri Museveni, godkände lagförslaget den 25 februari 2014. Museveni rättfärdigar lagen genom att säga, "Ingen studie har visat att man kan vara homosexuell av naturen. Därför har jag gått med på att underteckna lagen". Han uttrycker också att omvärlden inte ska försöka påverka Uganda genom "social imperialism". 
Trots en diskriminerande lagstiftning har Uganda haft åtminstone två Pride-festivaler. Den första paraden hölls 2012 i huvudstaden Kampala. Den festivalen blev avbruten av polisen. Ett flertal personer greps och blev även misshandlade av poliser. 2013 hölls festivalen i Entebbe, polisen och myndigheterna hade i förväg informerats av evenemanget och de ingrep inte mot festivalen. Detta ses som ett steg mot ett bättre land för homosexuella. Dock avbryter polisen ofta möten som är arrangerade av homosexuella. Homosexuella personer är ofta en skam för familj och vänner och de utsätts vanligen för hot och våld. Då i syfte att "skydda" familjen och umgängeskretsen från den skandalen. 
RFSL startade 2010 ett samarbetsprojekt, PAL project ( Project planning, Advocacy and Leadership). Samarbetet ligger mellan RFSL och en flera hbt-organisationer i Uganda. Några av de organisationer som är med i projektet är: 
- Freedom and Roam Uganda (FARUG)
- Sexual Minorities Uganda (SMUG)
- Icebreakers Uganda
- Spectrum Initiatives Uganda
- Queer Youth Uganda

- St Paul Recreation Centre

Projektet går ut på att stärka hbt-rörelsernas arbete för mänskliga rättigheter. Det sker olika utbildningar med olika syften såsom påverkansarbetet, fund-raising (ekonomi), projektplanering och så vidare. Det finansieras av Sida genom Forum Syd.